# Pigen der legede med ilden
 For alternative betydninger, se Pigen der legede med ilden (film).
Pigen der legede med ilden er en spændings roman, og den anden bog i Stieg Larssons trilogi Millennium. Bogen fortsætter hvor første bind i trilogien, "Mænd der hader kvinder", slipper. Man følger primært den kvindelige hacker Lisbeth Salander. Man får en indsigt i Salanders liv og får fortalt hvordan hun gør op med sin fortid. Bogen er endnu et krimi-drama.

| Bog | Spire Denne artikel om bøger og tidsskrifter er en spire som bør udbygges. Du er velkommen til at hjælpe Wikipedia ved at udvide den. |